# Anthony C. Zboralski
Anthony Chris Zboralski, ps. „Taxman”, „Frantic” (ur. 5 kwietnia 1975 w Martigues) – francuski haker, informatyk, specjalista ds. spraw zabezpieczeń systemowych.

## Życiorys
Jego polscy przodkowie pochodzili z okolic Poznania.
W 1994, posługując się phishingiem, dokonywał z terenu Francji nieprzerwanie przez 7 miesięcy wielokrotnych włamań do sieci telekomunikacyjnej FBI w Stanach Zjednoczonych, powodując straty wycenione na ponad 250 000 dolarów. Włamywał się też w Stanach Zjednoczonych do sieci komputerowych m.in. Pentagonu, IBM, Microsoftu, Interpolu, jednak te instytucje nie oskarżyły go o spowodowanie strat. Został skazany i uwięziony na terenie Francji. Po zwolnieniu z więzienia wyemigrował do Indonezji, gdzie ożenił się i założył kolejno firmy informatyczne Vauban Systems oraz Bellua Asia Pacific. Po rozwodzie w 2011 wrócił do Europy i zamieszkał w Londynie. W Wielkiej Brytanii w 2012 założył firmę Bellua Ltd, specjalizującą się w cyfrowych zabezpieczeniach systemów i sieci komputerowych.
Utworzył też wspólnie z Davidem Natofem i Cedrikiem Le Biarant Hacker Emergency Response Team (HERT), organizację udzielającą pomocy w ponad 20 krajach w przypadkach włamań do sieci komputerowych. Do zabezpieczeń byłego hakera udało się przekonać setki instytucji, w tym szereg banków, agend rządowych i organizacji na całym świecie, m.in. linie lotnicze Air France, koncern produkujący na potrzeby techniki lotniczej i kosmicznej Aérospatiale, spółkę ubezpieczeniową Allianz. Do jego pierwszych klientów należały firmy francuskie powiązane z przemysłem zbrojeniowym, które doskonale były zorientowane w jego hakerskiej przeszłości na terenie Stanów Zjednoczonych. Specjalnością Zboralskiego stały się też międzynarodowe konferencje na temat zabezpieczeń systemowych sieci informatycznych.
Zboralski podjął się również wyszukiwania młodych hakerów na całym świecie, aby ich przestępczą aktywność zamienić na pozytywną działalność, przydatną technice informatycznej.
Od 2012 do 2013 pracował dla telewizji francuskiej Télérama jako prowadzący program „Surfez couvert”, produkowany przez MTV Networks.